# Dom Łowczego w Domaszczynie
Dom Łowczego w Domaszczynie (in. Pałacyk Myśliwski) – budynek z ogrodem położony w Domaszczynie (niem. Domatschine) nad rzeką Dobrą, dawniej część kompleksu pałacowo-parkowego w Szczodrem, w którym w XIX wieku odbywały spotkania myśliwych po udanych polowaniach organizowanych przez Wilhelma von Braunschweig-Lüneburg-Oels, księcia oleśnickiego i księcia Brunszwiku, obecnie dom prywatny.

## Historia
Dom Łowczego został zbudowany w latach 1851-1869, na miejscu rozebranej w 1852 siedziby właścicieli wsi Domaszczyn, przez Wilhelma von Braunschweig-Lüneburg-Oels, księcia Brunszwiku. W latach 1851–1945 wchodził w skład dóbr w Szczodrem. Podczas organizowanych w tych lasach polowań w kierunku myśliwych ustawionych na wale ziemnym rzeki Dobrej na odcinku od Domaszczyna do Szczodrego, naganiano zwierzynę, a po ich pomyślnym przebiegu w Domu Łowczego odbywały się spotkania myśliwych. W tym okresie w pałacyku gościli władcy i dygnitarze z całej Europy m.in. w 1829 był tu car Rosji Mikołaj I z rodziną. Zniszczony w 1945. W okresie PRL-u budynek użytkowany był jako wytwórnia farb i lakierów. Obecnie w rękach prywatnych, odbudowywany od 2007.  

## Architektura
Zaprojektowany przez Carla Wolfa (architekta przebudowy pałacu w Szczodrem). Pierwotnie budynek murowany, otynkowany na planie kwadratu z kolistą wieżą w narożniku południowo-wschodnim, dwutraktowy, piętrowy, najprawdopodobniej kryty czterospadowym dachem, z krenelażem i gzymsem naśladującym machikuły. W jego wnętrzach panował wystawny wystrój, natomiast na jego terenie znajdował się zwierzyniec.

## Przyroda
Na terenie znajduje się pomnik przyrody dąb szypułkowy o obwodzie 700 cm i wysokości 30 m.